# Ultrapar
Ultrapar Participações S.A er et brasiliansk konglomerat med virksomhed indenfor industri, energi og transport. Deres væsentligste datterselskaber er: Olieselskabet Ipiranga, gasselskabet Ultragaz og energilogistikvirksomheden Ultracargo.
“Empreza Brasileira de Gás a Domicílio” blev etableret af Ernesto Igel 1937.